# Theo Lingen
Theo Lingen (Hannover, 10 de junio de 1903-Viena, 10 de noviembre de 1978) fue un actor, director y guionista cinematográfico alemán. A lo largo de su carrera actuó en más de 230 filmes desde 1929 a 1978, dirigiendo 21 entre 1936 y 1960.

## Biografía
Su verdadero nombre era Franz Theodor Schmitz. Hijo de un abogado, nació en Hannover, Reino de Prusia (Imperio alemán), ciudad en la que se crio. Estudió en el Royal Goethe Gymnasium – predecesor de la Escuela Goethe – en Hannover, pero dejó el centro antes del Abitur (exámenes finales). Durante unos ensayos llevados a cabo en la escuela se hizo evidente el talento teatral de Lingen.
Iniciada su carrera profesional en el teatro, el joven actor adoptó como apodo artístico su nombre intermedio junto con el del lugar de nacimiento de su padre, Lingen, en el Norte de Alemania. Como "Theo Lingen" actuó en teatros de Hanover, Halberstadt, Münster y Fráncfort del Meno. En obras como La importancia de llamarse Ernesto se ganó rápidamente una reputación como soberbio actor de carácter, distinguiéndose por su característica pronunciación nasal. 
Conservó su reputación cuando empezó a trabajar en el cine en 1929, a menudo junto al actor vienés Hans Moser, con el que había formado un dúo cómico. En 1929 fue invitado por Bertolt Brecht al Theater am Schiffbauerdamm de Berlín, donde encarnó a Macheath en La ópera de los tres centavos. También protagonizó películas dramáticas como M y El testamento del Dr. Mabuse, dirigidas por Fritz Lang.
En febrero de 1928 Lingen tuvo una hija, Ursula Lingen, con la entonces esposa de Bertolt Brecht, Marianne Zoff (1893–1984). Brecht y Zoff se divorciaron en septiembre y Lingen se casó con ella ese mismo año, criando los dos a la hija mayor de Zoff, Hanne Hiob. 
Las condiciones de trabajo tras la Machtergreifung del 30 de enero de 1933 empeoraron, ya que Zoff era de origen judío. Gracias a su popularidad. Lingen consiguió evitar la descalificación profesional (Berufsverbot), recibiendo un permiso especial del Ministro de Propaganda Joseph Goebbels para continuar actuando, pudiendo además proteger a su esposa de la persecución. En 1936 Gustaf Gründgens destinó a Lingen a trabajar en la compañía del Konzerthaus Berlin. Además, más adelante pudo dirigir filmes como Hauptsache glücklich (1941), protagonizado por Heinz Rühmann.
En 1944 Lingen se mudó a Viena y, en vista del avance del Ejército Rojo, se retiró poco después a su casa de campo en Strobl, junto al lago Wolfgangsee. Aquí, durante unos pocos días de mayo de 1945, actuó como el alcalde de facto, retirando el poder a las autoridades nazis locales y rindiéndolas al Ejército de los Estados Unidos en St. Gilgen. Las medidas tomadas por Lingen facilitaron la liberación del Rey Leopoldo III de Bélgica y su esposa por el Regimiento de Caballería 106 de los Estados Unidos.
Finalizada la guerra Lingen se nacionalizó austriaco, y a partir de 1948 trabajó como actor de carácter en el Burgtheater de Viena. A pesar de ello, siguió actuando con frecuencia en la escena alemana, sobre todo en las sátiras de Carl Sternheim dirigidas por Rudolf Noelte, y prosiguió su carrera en el cine participando en numerosas comedias de calidad variable. Finalmente, en la década de 1970 también actuó en producciones para la televisión.
Theo Lingen falleció e causa de un cáncer en 1978 en Viena, Austria. Tenía 75 años de edad. Fue enterrado en el Cementerio Zentralfriedhof de dicha ciudad.

## Selección de su filmografía
| - 1929: Ins Blaue hinein - 1930: Dolly macht Karriere - 1930: Das Flötenkonzert von Sans-souci - 1931: M - 1930: Die große Sehnsucht - 1931: Meine Frau, die Hochstaplerin - 1931: Die Firma heiratet - 1931: Nie wieder Liebe - 1932: Das Testament des Cornelius Gulden - 1932: Die Gräfin von Monte-Christo - 1933: El testamento del Dr. Mabuse - 1933: Little Man, What Now? - 1933: Der Große Bluff - 1933: Walzerkrieg - 1934: Gern hab' ich die Frau'n geküßt - 1934: Der Doppelgänger - 1935: The White Horse Inn - 1935: Held einer Nacht - 1936: Opernring - 1936: Fräulein Veronika - 1936: Ungeküsst soll man nicht schlafen gehn - 1937: Premiere - 1937: Zauber der Bohème - 1937/1938: Der Tiger von Eschnapur - 1937/1938: Das indische Grabmal - 1938: Tanz auf dem Vulkan - 1939: Eine Frau für drei - 1939: Opernball - 1939: Marionette - 1940: Herz modern möbliert - 1940: Rosen in Tirol - 1940: Sieben Jahre Pech - 1940/1941: Hauptsache glücklich - 1941: L'attore scomparso - 1941: Was geschah in dieser Nacht? - 1941: Frau Luna - 1942: Wiener Blut - 1942: Liebeskomödie - 1942/1943: Tolle Nacht - 1942/1943: Johann - 1943/1944: Es fing so harmlos an - 1943: Das Lied der Nachtigall - 1944/1945: Liebesheirat | - 1944/1949: Philine - 1946: Hazugság nélkül - 1947: Wiener Melodien - 1947: Hin und her - 1950: Jetzt schlägt’s 13 - 1950: Der Theodor im Fußballtor - 1951: Durch Dick und Dünn - 1951: Hilfe, ich bin unsichtbar - 1952: Schäm dich, Brigitte! - 1952: Heidi - 1955: Heidi und Peter - 1955: Wie werde ich Filmstar? - 1955: Die Wirtin zur Goldenen Krone - 1956: Meine Tante – Deine Tante - 1956: Opernball - 1957: Almenrausch und Edelweiss - 1957: Die Unschuld vom Lande - 1957: Drei Mann auf einem Pferd - 1958: Was ihr wollt - 1958: Die Sklavenkarawane - 1958: Im Prater blüh'n wieder die Bäume - 1959: Der Löwe von Babylon - 1959: Die Nacht vor der Premiere - 1960: Pension Schöller - 1964: Tonio Kröger - 1967: Die Heiden von Kummerow und ihre lustigen Streiche - 1968/1970: Die Lümmel von der ersten Bank (5 partes) - 1970: Die Feuerzangenbowle - 1971: Tante Trude aus Buxtehude - 1971: Die Lümmel von der ersten Bank (parte 6) - 1971: Wenn mein Schätzchen auf die Pauke haut - 1972: Die Lümmel von der ersten Bank (parte 7) - 1972: Hauptsache Ferien - 1972: Immer Ärger mit Hochwürden - 1973: Der Monddiamant - 1975: Der Geheimnisträger - 1978: Zwei Himmlische Töchter - 1978: Lady Dracula |